# 킴 다비

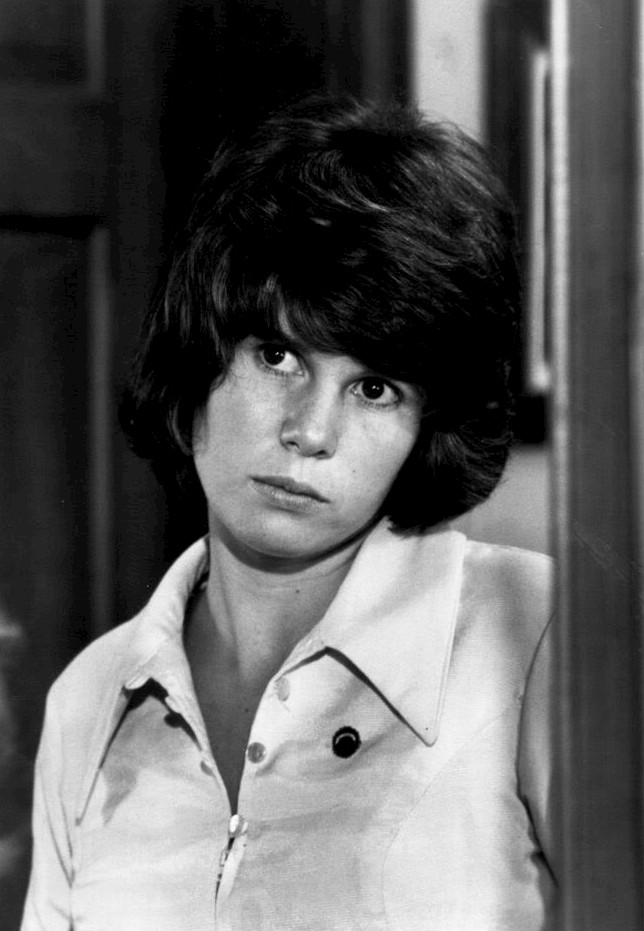

킴 다비(Kim Darby, 1947년 7월 8일 ~ )는 미국의 텔레비전 배우, 영화배우이다.
로스앤젤레스에서 태어났다.

## 영화
- 모킹버드 돈 싱 (2001년)
- 뉴스브레이크 (2000년)
- 할로윈 6 (1995년)
- 틴 울프 2 (1987년)
- 잃어버린 휴가 (1985년)
- 작은 사랑의 기적 (1985년)
- 히로시마 원폭투하대 (1980년)
- 위대한 변신 (1978년)
- 사랑의 유람선 (1977년)
- 야망의 계절 (1976년)
- 돈 비 어프레이드 오브 더 다크 (1973년)
- 그리솜 갱단 (1971년) - 바바라 브랜디쉬 역
- 분노의 함성 (1970년) - 린다 역
- 제너레이션 (1969년)
- 진정한 용기 (1969년)
- 0011 나폴레옹 솔로 - 가라데 킬러 (1967년)
- 아이언사이드 (1967년)
- 첩보원 0011 (1964년)
- 도망자 (1963년)
- 딜론 보안관 (1955년)